# Chelsie Hightower
Chelsie Kay Hightower (Las Vegas, Nevada, 21 de julio de 1989) es una bailarina de salón y coreógrafa estadounidense. Es más conocida por ser una de las bailarinas profesionales del programa de baile Dancing with the Stars de ABC, donde participó por siete temporadas.

## Primeros años
Chelsie Kay Hightower nació en Las Vegas, Nevada, y se crio en Orem, Utah con cinco hermanos mayores y su madre y su padre hasta que se divorciaron en 2006. Comenzó a bailar cuando tenía nueve años y recibió entrenamiento convencional desde la edad de 14 años. Ha sido entrenada en bailes de salón, jazz, ballet y hip-hop. Hightower ha actuado en teatros musicales en todo Estados Unidos y ganó su primer título nacional cuando tenía 11 años. Fue finalista de los Estados Unidos en 2005 y compitió en el equipo de Estados Unidos durante el British Open en Blackpool, Inglaterra. Se graduó de la Preparatoria Timpanogos, luego asistió a la Universidad del Valle de Utah.

## Carrera

### So You Think You Can Dance
A los 18 años, hizo su debut televisivo en la cuarta temporada de So You Think You Can Dance. Ella es muy recordado por sus presentaciones nominadas al Emmy con Mark Kanemura a una revisión de «Bleeding Love» de Leona Lewis coreografiada por Nappytabs y con Joshua Allen de «A Los Amigas» coreografiada por Dmitry Chaplin. Fue eliminada del programa el 31 de julio de 2008 luego de llegar al top 6. Hightower fue una de los dos concursantes que nunca estuvieron en los 3 últimos. Después de la cuarta temporada, Chelsie regresó a la octava temporada como All-Star y en la temporada 10 como coreógrafa y All-Star.

### Dancing with the Stars
Hightower se unió al elenco de Dancing with the Stars para la temporada 8 en 2009, siendo emparejada con el vaquero de rodeo Ty Murray; ellos fueron eliminados en la semifinal y terminaron en el cuarto puesto. Su pareja para la temporada 9 fue el snowboarder profesional Louie Vito, con quien fue eliminada en la sexta semana de la competencia, quedando en el octavo puesto.
En 2010, para la temporada 10 fue emparejada con la estrella de The Bachelor, Jake Pavelka, siendo eliminados en la sexta semana de la competencia y quedando en el séptimo puesto. Para la temporada 11 tuvo como pareja al cantautor Michael Bolton, siendo la segunda pareja eliminada y terminando en el undécimo puesto.
En 2011, ella fue emparejada con el rapero y actor Romeo para la temporada 12, siendo eliminados en la octava semana y quedando en el quinto puesto. Hightower no formó parte de la temporada 13.
En 2012, regresó en la temporada 14 teniendo como pareja al actor de Disney Channel y rapero Roshon Fegan, con quien fue eliminada en una doble eliminación ubicándose en el sexto puesto. Para la temporada 15, una edición All-stars, ella fue emparejada con el conductor del Indy 500 y ganador de la temporada 5, Hélio Castroneves, siendo eliminados durante una doble eliminación en la tercera semana de la competencia, ubicándose en el décimo puesto.  Esta fue la última temporada de Hightower en el programa.

#### Rendimiento
| Temporada | Pareja            | Puesto | Promedio |
| --------- | ----------------- | ------ | -------- |
| 8         | Ty Murray         | 4.º    | 22.38    |
| 9         | Louie Vito        | 8.º    | 19.50    |
| 10        | Jake Pavelka      | 7.º    | 20.43    |
| 11        | Michael Bolton    | 11.º   | 14.00    |
| 12        | Romeo             | 5.º    | 23.60    |
| 14        | Roshon Fegan      | 6.º    | 25.70    |
| 15        | Hélio Castroneves | 10.º   | 23.33    |

- Temporada 8 con Ty Murray

| Semana         | Baile / Canción                                                | Puntajes de los jueces | Puntajes de los jueces | Puntajes de los jueces | Resultado        |
| Semana         | Baile / Canción                                                | C. I.                  | L. G.                  | B. T.                  | Resultado        |
| -------------- | -------------------------------------------------------------- | ---------------------- | ---------------------- | ---------------------- | ---------------- |
| 1              | Chachachá / «Train in Vain»                                    | 5                      | 4                      | 5                      | Sin eliminación  |
| 2              | Quickstep / «Life is a Highway»                                | 7                      | 6                      | 7                      | Salvados         |
| 3              | Foxtrot / «Come Dance With Me»                                 | 8                      | 8                      | 7                      | Salvados         |
| 4              | Lindy hop / «You and Me and the Bottle Makes 3 Tonight (Baby)» | 9                      | 8                      | 8                      | Salvados         |
| 5              | Pasodoble / «Barracuda»                                        | 7                      | 7                      | 7                      | Salvados         |
| 6              | Jive / «The Girl's Gone Wild»                                  | 6                      | 6                      | 6                      | Últimos salvados |
| 7              | Vals / «Strawberry Wine»                                       | 8                      | 8                      | 8                      | Últimos salvados |
| 7              | Grupo de Swing / «The Clapping Song»                           | Sin puntos extras      | Sin puntos extras      | Sin puntos extras      | Últimos salvados |
| 8              | Salsa / «Vehicle»                                              | 9                      | 7                      | 8                      | Salvados         |
| 8              | Tango / «Womanizer»                                            | 9                      | 9                      | 10                     | Salvados         |
| 9              | Tango argentino / «Amor Que Se Baila»                          | 8                      | 9                      | 8                      | Dos últimos      |
| 9              | Rumba / «Free Fallin'»                                         | 7                      | 7                      | 7                      | Dos últimos      |
| 10 (Semifinal) | Vals vienés / «Tuesday's Gone»                                 | 8                      | 9                      | 8                      | Eliminados       |
| 10 (Semifinal) | Samba / «Concrete and Clay»                                    | 8                      | 7                      | 8                      | Eliminados       |

- Temporada 9 con Louie Vito

| Semana                                                               | Baile / Canción                      | Puntajes de los jueces | Puntajes de los jueces | Puntajes de los jueces | Resultado  |
| Semana                                                               | Baile / Canción                      | C. I.                  | L. G.                  | B. T.                  | Resultado  |
| -------------------------------------------------------------------- | ------------------------------------ | ---------------------- | ---------------------- | ---------------------- | ---------- |
| 1                                                                    | Foxtrot / «It's My Life»             | 6                      | 7                      | 6                      | Salvados   |
| 1                                                                    | Relevo de Salsa / «Get Busy»         | 8 puntos extras        | 8 puntos extras        | 8 puntos extras        | Salvados   |
| 2                                                                    | Jive / «Crash»                       | 6                      | 71                     | 6                      | Salvados   |
| 3                                                                    | Rumba / «Total Eclipse of the Heart» | 8                      | 5                      | 7                      | Salvados   |
| 4                                                                    | Two-step / «Sweet Home Alabama»      | 5                      | 5                      | 6                      | Salvados   |
| 5                                                                    | Tango argentino / Sin Rumbo          | 7                      | 8                      | 7                      | Salvados   |
| 5                                                                    | Grupo de Hustle / «The Hustle»       | Sin puntos extras      | Sin puntos extras      | Sin puntos extras      | Salvados   |
| 6                                                                    | Jitterbug / «Baby Likes To Rock It»  | 7                      | 7                      | 7                      | Eliminados |
| 6                                                                    | Maratón de Mambo / «Ran Kan Kan»     | 3 puntos extras        | 3 puntos extras        | 3 puntos extras        | Eliminados |
| 1Puntaje dado por el juez invitado Baz Luhrmann en lugar de Goodman. |                                      |                        |                        |                        |            |

- Temporada 10 con Jake Pavelka

| Semana                                                                                      | Baile / Canción                      | Puntajes de los jueces | Puntajes de los jueces | Puntajes de los jueces | Resultado        |
| Semana                                                                                      | Baile / Canción                      | C. I.                  | L. G.                  | B. T.                  | Resultado        |
| ------------------------------------------------------------------------------------------- | ------------------------------------ | ---------------------- | ---------------------- | ---------------------- | ---------------- |
| 1                                                                                           | Vals vienés / «Kiss from a Rose»     | 7                      | 6                      | 7                      | Sin eliminación  |
| 2                                                                                           | Jive / «Hip to be Square»            | 6                      | 7                      | 7                      | Salvados         |
| 3                                                                                           | Quickstep / «Walk Like an Egyptian»  | 7                      | 7                      | 7                      | Últimos salvados |
| 41                                                                                          | Tango / «A Girl Like You»            | 6/7                    | 7/6                    | 6/6                    | Salvados         |
| 5                                                                                           | Chachachá / «Old Time Rock and Roll» | 8                      | 7                      | 8                      | Salvados         |
| 6                                                                                           | Samba / «Comanche»                   | 7                      | 7                      | 7                      | Eliminados       |
| 6                                                                                           | Maratón de Swing / «In the Mood»     | 4 puntos extras        | 4 puntos extras        | 4 puntos extras        | Eliminados       |
| 1Esta semana se recibió dos puntajes, uno por la ejecución técnica y otro por el desempeño. |                                      |                        |                        |                        |                  |

- Temporada 11 con Michael Bolton

| Semana | Baile / Canción                | Puntajes de los jueces | Puntajes de los jueces | Puntajes de los jueces | Resultado  |
| Semana | Baile / Canción                | C. I.                  | L. G.                  | B. T.                  | Resultado  |
| ------ | ------------------------------ | ---------------------- | ---------------------- | ---------------------- | ---------- |
| 1      | Vals vienés / «Life After You» | 6                      | 5                      | 5                      | Salvados   |
| 2      | Jive / «Hound Dog»             | 4                      | 5                      | 3                      | Eliminados |

- Temporada 12 con Romeo

| Semana                                           | Baile / Canción                          | Puntajes de los jueces | Puntajes de los jueces | Puntajes de los jueces | Resultado       |
| Semana                                           | Baile / Canción                          | C. I.                  | L. G.                  | B. T.                  | Resultado       |
| ------------------------------------------------ | ---------------------------------------- | ---------------------- | ---------------------- | ---------------------- | --------------- |
| 1                                                | Chachachá / «Romeo»                      | 7                      | 6                      | 6                      | Sin eliminación |
| 2                                                | Quickstep / «You're the One That I Want» | 7                      | 8                      | 8                      | Salvados        |
| 3                                                | Rumba / «I'll Be There»                  | 7                      | 6                      | 7                      | Salvados        |
| 4                                                | Pasodoble / «Palladio, First Movement»   | 7                      | 8                      | 8                      | Salvados        |
| 5                                                | Foxtrot / «New York, New York»           | 9                      | 8                      | 9                      | Salvados        |
| 6                                                | Vals / «My Heart Will Go On»             | 10                     | 9                      | 9                      | Salvados        |
| 7                                                | Chachachá en equipo / «Born This Way»    | 81/8                   | 7                      | 7                      | Salvados        |
| 7                                                | Samba / «Say Hey (I Love You)»           | 71/8                   | 7                      | 8                      | Salvados        |
| 8                                                | Tango / «Hold It Against Me»             | 9                      | 9                      | 9                      | Eliminados      |
| 8                                                | Salsa / «Tequila»                        | 8                      | 9                      | 8                      | Eliminados      |
| 1Puntaje dado por el juez invitado Donnie Burns. |                                          |                        |                        |                        |                 |

- Temporada 14 con Roshon Fegan

| Semana | Baile / Canción                                 | Puntajes de los jueces | Puntajes de los jueces | Puntajes de los jueces | Resultado       |
| Semana | Baile / Canción                                 | C. I.                  | L. G.                  | B. T.                  | Resultado       |
| ------ | ----------------------------------------------- | ---------------------- | ---------------------- | ---------------------- | --------------- |
| 1      | Chachachá / «Glad You Came»                     | 8                      | 7                      | 8                      | Sin eliminación |
| 2      | Quickstep / «Lifestyles of the Rich and Famous» | 9                      | 8                      | 9                      | Salvados        |
| 3      | Samba / «I Want You Back»                       | 8                      | 8                      | 9                      | Salvados        |
| 4      | Vals vienés / «The Time of My Life»             | 9                      | 8                      | 9                      | Dos últimos     |
| 5      | Salsa / «Bumpy Ride»                            | 9                      | 8                      | 9                      | Salvados        |
| 6      | Rumba / «Cruisin»                               | 7                      | 8                      | 8                      | Dos últimos     |
| 6      | Maratón de Motown / «Nowhere to Run»            | 5 puntos extras        | 5 puntos extras        | 5 puntos extras        | Dos últimos     |
| 7      | Tango argentino / «Bad Romance (Instrumental)»  | 9                      | 8                      | 8                      | Dos últimos     |
| 7      | Tango en equipo / «Toccata»                     | 10                     | 8                      | 9                      | Dos últimos     |
| 8      | Foxtrot / «Sweet Pea»                           | 10                     | 9                      | 10                     | Eliminados      |
| 8      | Pasodoble en trío / «Turn Me On»                | 9                      | 9                      | 9                      | Eliminados      |

- Temporada 15 con Hélio Castroneves

| Semana | Baile / Canción                  | Puntajes de los jueces | Puntajes de los jueces | Puntajes de los jueces | Resultado   |
| Semana | Baile / Canción                  | C. I.                  | L. G.                  | B. T.                  | Resultado   |
| ------ | -------------------------------- | ---------------------- | ---------------------- | ---------------------- | ----------- |
| 1      | Foxtrot / «Pride and Joy»        | 7.0                    | 7.5                    | 7.0                    | Salvados    |
| 2      | Jive / «Everybody Talks»         | 8.0                    | 7.5                    | 7.5                    | Dos últimos |
| 3      | Quickstep / «Mr. Pinstripe Suit» | 8.5                    | 8.5                    | 8.5                    | Eliminados  |

### Otros trabajos
Desde el 1 de noviembre de 2014 hasta el 19 de abril de 2015, Hightower se presentó con Dancing Pros Live, un espectáculo itinerante en el que cinco parejas de baile compiten y luego el público elige al ganador. Ella se unió a la gira de más de 50 por las exalumnas de Dancing with the Stars, Edyta Śliwińska y Karina Smirnoff, quienes se desempeñaron como jueces.
Hightower hizo una aparición en Sports Illustrated Swimsuit Winter edición 2010 páginas 152 y 153) junto con otras tres parejas de Dancing with the Stars. El 8 de julio de 2010, recibió una nominación al Emmy por el baile «Pasodoble con Malagueña» que ella y Derek Hough interpretaron y co-coreografiaron para la temporada 10.

## Logros de baile
- 2005: Representante Mundial de Estados Unidos
- 2005: Finalista Estándar Nacional de Estados Unidos
- 2005: 10 Campeona Nacional de Danza Juvenil
- 2006: Finalista Latina Internacional[12]